# Yuri Prójorov

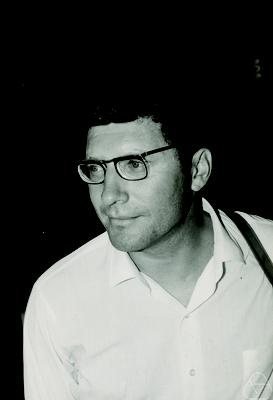

Yuri Vasílievich Prójorov (en ruso: Юрий Васильевич Прохоров, 15 de diciembre de 1929 - 16 de julio de 2013) fue un matemático y escritor ruso, activo en el campo de la teoría de la probabilidad. Él era un estudiante de doctorado de Andréi Kolmogórov en la Universidad Estatal de Moscú, donde obtuvo su doctorado en 1956.
Prójorov se convirtió en miembro correspondiente de la Academia de Ciencias de Rusia, en 1966, miembro de pleno derecho en 1972. Fue vicepresidente de la IMU. Recibió el Premio Lenin en 1970, la Orden de la Bandera Roja del Trabajo en 1975 y 1979. También fue editor de la Gran Enciclopedia Soviética.